# Star Trek: Klasické příběhy 03/1
Star Trek: Klasické příběhy 03/1 je kniha poprvé vydaná v USA roku 1991 pod názvem Star Trek: The Classic Episodes: Volume 3. V Česku byl i tento třetí díl rozdělen do dvou částí, samostatných brožovaných knih.

## Úvodem o knihách
V roce 1991, v Česku o osm let později, byly knižně zpracovány přepisy všech episod televizního seriálů Star Trek, vysílaného v USA v letech 1966-1969. Přepisy byly rozděleny do šesti knih s pojmenováním Star Trek, lišících se vzájemně podtitulem:
- Star Trek: Klasické příběhy 01/1
- Star Trek: Klasické příběhy 01/2
- Star Trek: Klasické příběhy 02/1
- Star Trek: Klasické příběhy 02/2
- Star Trek: Klasické příběhy 03/1
- Star Trek: Klasické příběhy 03/2

## Obsah knihy
Publikace s českým podtitulem Klasické příběhy 03, kniha první obsahuje 11 povídek, převyprávěných scénářů jednotlivých televizních epizod. Do češtiny je přiložili Věra Ježková, Dana Mikšíková, Zuzana Hanešková, Jan Pavlík, Erika Hubařová, Lucie Ryšavá, Hana Vlčínská a Zuzana Trinkwitzová.
Úvod knihy je věnován představení autorů (základní životopisné údaje) a jsou zde dvě úvodní slova:
- Předmluva k českému vydání.
- Star Trek ve skutečném světě , autor Norman Spinrad

## Vlastní příběhy
Enterprise je kosmická loď ze Země s 400 členy posádky. Jejím kapitánem je James T. Kirk, ve vedení posádky je Vulkánec Spock, doktor Leonard McCoy, šéfinženýr Montgomery Scott a další.

### Poslední přestřelka
Scénář od Lee Cronina, originální název The Last Gunfight, vysíláno pod názvem Přízrak zbraně.
Kirk se svou Enterprise navštívil Melkotskou soustavu z pověření Federace. Byl u ní varován přes bóji telepatickým příkazem, aby dál v letu nepokračovali. Nedbal a s členy vedení lodě se přenesl na povrch, kde byli podrobeni zkoušce, ocitli se v simulovaném prostředí Ameriky roku 1881. Zde byli situováni do vnucené role v legendární přestřelce s pistolníky, bratry Earpovými. Dokázali však obstát odmítnutím násilí, byli vráceni na loď a Melkotská soustava vzápětí poté souhlasila s přátelskými styky s Federací.

### Elaan z Troyia
Scénář od Johna Mcredytha, název v angličtině Elaan of Troyia
Enterprise je pověřena přivést sličnou, ovšem nevychovanou Elaan z planety Troyus na sousední původně nepřátelskou planetu Elas jako budoucí choť, aby došlo ke smíření obou civilizací planet. Elaan je vzteklá, násilnická, ovšem má také chemií ovlivněné působení na partnery, kteří se do ní po dotyku beznadějně zamilují. V době, kdy je Enterprise napadena Klingonskou lodí, je Kirk Elaan omámen a jen díky své posádce a zbytku svých velitelských schopností se loď útoku ubrání a svou misi splní

### Rajský syndrom
Scénář napsala Margaret Armen, v originále je název The Paradise Syndrome
Do jakési civilizované planety má za 30 hodin narazit obrovský asteroid. Výsadek z Enterprise na planetě Kirka záhadně ztratí a loď vedená Spockem letí proti asteroidu, aby jej zničila, odklonila. Zatím se Kirk zbaven paměti ocitá v roli předpověděného boha mezi domorodci na planetě podobné mírumilovné Zem, ti tuší katastrofu a od Kirka očekávají záchranu. Ten stále bez paměti dostává i milenku Miramance a vpravuje se do přidělené role. Spockovi se zničení asteroidu nepovedlo, vrací se pro Kirka v době, kdy je ten spolu s Miramance napaden kameny domorodci za svou nečinnost. Spockovi se podaří Kirka splynutím mysli duševně uvést do normálu, aktivizují uschované technické zařízení planety, asteroid je odkloněn, Miramance ale umírá a Enterprise odlétá.

### Případ Enterprise
Scénář napsal D.C.Fontana, název je v originále The Enterprise Incident
Kirk dostal utajený příkaz zjistit podrobnosti o novém maskovacím systému lodí Romulanů. Nechá se jimi zajmout (ovšem osobně masován ?? jako Vulkánec) a spolu se Spockem Romulany obelstí, zajme i velitelku, uzme maskovací systém a odlétá na Zemi.

### A děti to povedou
Scénář je od Edwarda J.Lakso, v angličtině And the Children Shall Lead
Na planetě Triacus nenašel Kirk dosluhující vědeckou posádku, ale jen skupinu dětí ovládanou, jak brzy zjistil, mocnou telepatickou osobností Gordana z planety Marcos. Ta zahubila nejen rodiče dětí, pak ovládla děti a přes ně téměř i celou posádku. Loď nasměruje ke své planetě. Kirk a Spock však hypnózu překonají, pomohou ji zvládnout i ostatním a bytost bez opory ovládaných lidí zanikne.

### Spockův mozek
Scénář napsal Lee Cronin, v originále Spock’s Brain
Do Enterprise vnikne jakási žena, která načas znehybní posádku a uzme operativně Spockův mozek Ponechá jen na operačním sále tělo, schopné přežít 72 hodin. Kirkovi lidé zjistí, že síla pochází z sedmé planety systému Sigma Draconis. Přenesou sem tam, nachází skupinu zaostalých mužů ovládanou z podzemí. Tam nachází mocné bytosti, skupinu žen s omezenou pamětí, velká technická zařízení (superpočítač) o rozloze stovek mil, nyní napojená na Spockův mozek. Kirk se Spockem velitelku žen sice ovládnou, ale zpětnou operaci nakonec provede doktor McCoy s pomocí supermozku a samotného Spocka. Skupinu žen pak přimějí s soužití s muži na planetě.

### Cožpak v pravdě není žádná krása?
Scénář je od Jean Lisette Aroeste, v angličtině Is There In Truth No Beauty?
Enterprise dostává úkol, dopravit velvyslance Kollose z planety Medeusan s doprovodem (Marvick a doktorka Jonesová). Kollos je mocná bytost uzavřená v kovové schránce, kterou spatřit znamená zešílet. Během mise se Marvick zblázní, Enterprise se díky jemu dostává na neznámé místo mimo Mléčnou dráhu, Marvick umírá. Spock se spojí svou myslí s Kollosem, najde cestu zpátky. Příběh končí odchodem krásné, ač slepé, Jonesové s Kollosem na určenou planetu.

### Empatie
Scénář napsala Joyce Muskat, v originále The Empath
Enterprise měla evakuovat personál výzkumné stanice na planetě systému, který měl brzo zaniknout. Průzkum vč.Kirka je však nenalezl a sami byli nectěně teleportováni do podzemních prostor, kde nachází nepozemskou dívku Perlu v doprovodu dvou Vianů. Všichni tři telepaté, kteří Kirkovy lidi ihned odzbrojili a přes Perlu s nimi provedli svůj průzkum. Pak zmizeli, Enterprise odlétá, sluneční systém zaniká.

### Tholianská síť
Autorem scénáře byli Judy Burns a Cher Richards, anglicky The Tholian Web
Kirk se svou Enterprise hledá zmizelou loď Defiant. Nachází ji s mrtvou posádkou. Nákaza způsobující agresivitu lidí se přenáší brzy i na Enterprise a na scéně se objevují lodě tzv. Thoilanského shromáždění, které prostor obou lodí ze Země uzavírají svou síť. Enterprise se dokáže uvolnit a odletět.

### Protože svět je dutý a já se dotkl nebe
Scénář napsal Rik Vollacrts, anglicky For the World Is Hollow and I Have Touched the Sky
McCoy zjišťuje, že má za rok zemřít díky své krevní chorobě a vzápětí poté nachází Enterprise vesmírem letící obrovský asteroid, který je uzavřeným, prastarým hvězdoletem.Uvnitř nachází početnou posádku, která svůj svět Yoana řízený ukrytým počítačem (pro ně božské Orákuum) považuje za jediný a nejsou si pohybu nějakým vesmírem vědomi. Jejich kněžka Natira a McCoy se do sebe zamilují, Orákuum je částečně opraveno, McCoy uzdraven, osazenstvo hvězdoletu se dozví pravdu a kompletní Enterprise odlétá.

### Holubičí den
Scénář je od Jerome Bixbyho, anglicky Day od the Dowe
Kirkovi lidé nachází planetu bez stovek osídlenců pustou a brzy se zde objeví loď Klingonů vedených Kangem. Nepřátelství obou lodí rychle vzrůstá, živeno zčásti neviditelným krystalem čerpajícím energii z nenávisti. Posádky začínají spolu bojovat starodávnými meči, krystal však udržuje početní rovnováhu, aby měl dost zdrojů pro získání své energie. Nakonec se Kirk s Kangem zčásti smíří, dají pokyn k zastavení soubojů posádek a společně tak krystal zlikvidují. Je to jeden z podnětů pro pozdější možnou spolupráci Federace s Klingonskou říší.

## České vydání knihy
V roce 2000 oba díly vydalo nakladatelství Netopejr (Karel Petřík) jako svou 39 publikaci v nákladu 2300 výtisků. Brožovaná kniha má 364 stran a je opatřena barevnou obálkou (téměř stejná pro všech šest knih), stála tehdy 165 Kč.